# Xanthorhoe molata
Xanthorhoe molata là một loài bướm đêm trong họ Geometridae.